# Trachypodopsis
Trachypodopsis är ett släkte av bladmossor. Trachypodopsis ingår i familjen Trachypodaceae.
Kladogram enligt Catalogue of Life:
| Trachypodopsis | \| \| Trachypodopsis auriculata \| \| \| \| \| \| Trachypodopsis formosana \| \| \| \| \| \| Trachypodopsis lancifolia \| \| \| \| \| \| Trachypodopsis laxoalaris \| \| \| \| \| \| Trachypodopsis normandii \| \| \| \| \| \| Trachypodopsis serrulata \| \| \| \| |
|                | \| \| Trachypodopsis auriculata \| \| \| \| \| \| Trachypodopsis formosana \| \| \| \| \| \| Trachypodopsis lancifolia \| \| \| \| \| \| Trachypodopsis laxoalaris \| \| \| \| \| \| Trachypodopsis normandii \| \| \| \| \| \| Trachypodopsis serrulata \| \| \| \| |
|                | Bryowijkia |
|                | |
|                | Diaphanodon |
|                | |
|                | Pseudospiridentopsis |
|                | |
|                | Pseudotrachypus |
|                | |
|                | Trachypus |
|                | |
|                | Trachypodopsis auriculata |
|                | |
|                | Trachypodopsis formosana |
|                | |
|                | Trachypodopsis lancifolia |
|                | |
|                | Trachypodopsis laxoalaris |
|                | |
|                | Trachypodopsis normandii |
|                | |
|                | Trachypodopsis serrulata |
|                | |

|  | Trachypodopsis auriculata |
|  |                           |
|  | Trachypodopsis formosana  |
|  |                           |
|  | Trachypodopsis lancifolia |
|  |                           |
|  | Trachypodopsis laxoalaris |
|  |                           |
|  | Trachypodopsis normandii  |
|  |                           |
|  | Trachypodopsis serrulata  |
|  |                           |